# Fat Tree
Мережа fat tree (потовщене дерево) — топологія комп'ютерної мережі, винайдена Charles E. Leiserson з MIT, є дешевою та ефективною для суперкомп'ютерів. На відміну від класичної топології дерево, в якій всі зв'язки між вузлами однакові, зв'язки в потовщеному дереві стають ширшими (товстими, продуктивними по пропускній спроможності) з кожним рівнем в міру наближення до кореня дерева. Часто використовують подвоєння пропускної спроможності на кожному рівні.
Мережі з топологією fat tree є переважними для побудови кластерних міжз'єднань на основі технології Infiniband.
Фірма Mercury Computer Systems використала топологію гіпердерева, варіант  fat tree, у своєму мультикомп'ютері. Від 2 до 360 обчислювальних вузлів буде знаходитися в комутованій мережі потовщеного дерева, кожен вузол має локальну пам'ять, яка може бути нанесена на карту будь-якого іншого вузла. Кожен вузол у цій гетерогенній системі може бути Intel i860, PowerPC, або групою з трьох SHARC ЦСП. Мережа потовщеного дерева особливо добре підходить для ШПФ, яке клієнти використовували для задач обробки сигналів з радара, ехолота, медичних зображень, і таке інше.
Оскільки спосіб з'єднання процесорів один з одним більше впливає на продуктивність кластера, ніж тип використовуваних в ній процесорів, то може виявитися більш рентабельним створити систему з більшого числа дешевих комп'ютерів, ніж з меншого числа дорогих. У кластерах, як правило, використовуються операційні системи, стандартні для робочих станцій, найчастіше, вільно поширювані — Linux, FreeBSD, разом зі спеціальними засобами підтримки паралельного програмування і балансування навантаження. При роботі з кластерами також як і з MPP системами використовують так звану Massive Passing Programming 
Paradigm  — парадигму програмування з передачею даних (найчастіше — MPI). Дешевизна подібних систем обертається великими накладними витратами на взаємодію паралельних процесів між собою, що сильно звужує потенційний клас розв'язуваних завдань.